# クウェート＝サウジアラビア国境
クウェート＝サウジアラビア国境は、クウェートとサウジアラビアとの間の国境である。イラクとの三国国境からペルシャ湾岸まで東西に伸びる国境で、その延長は約221キロメートルである。

## 位置
この国境は、西のアル＝バティン・ワジにあるイラクとの三国国境から始まり、そこから東微南の方向に90キロメートルの直線が続く。その後、南南東の方向に不規則な線が続いた後、真東の方向に70キロメートルの直線が伸びて、ペルシャ湾岸で終わる。

## 歴史

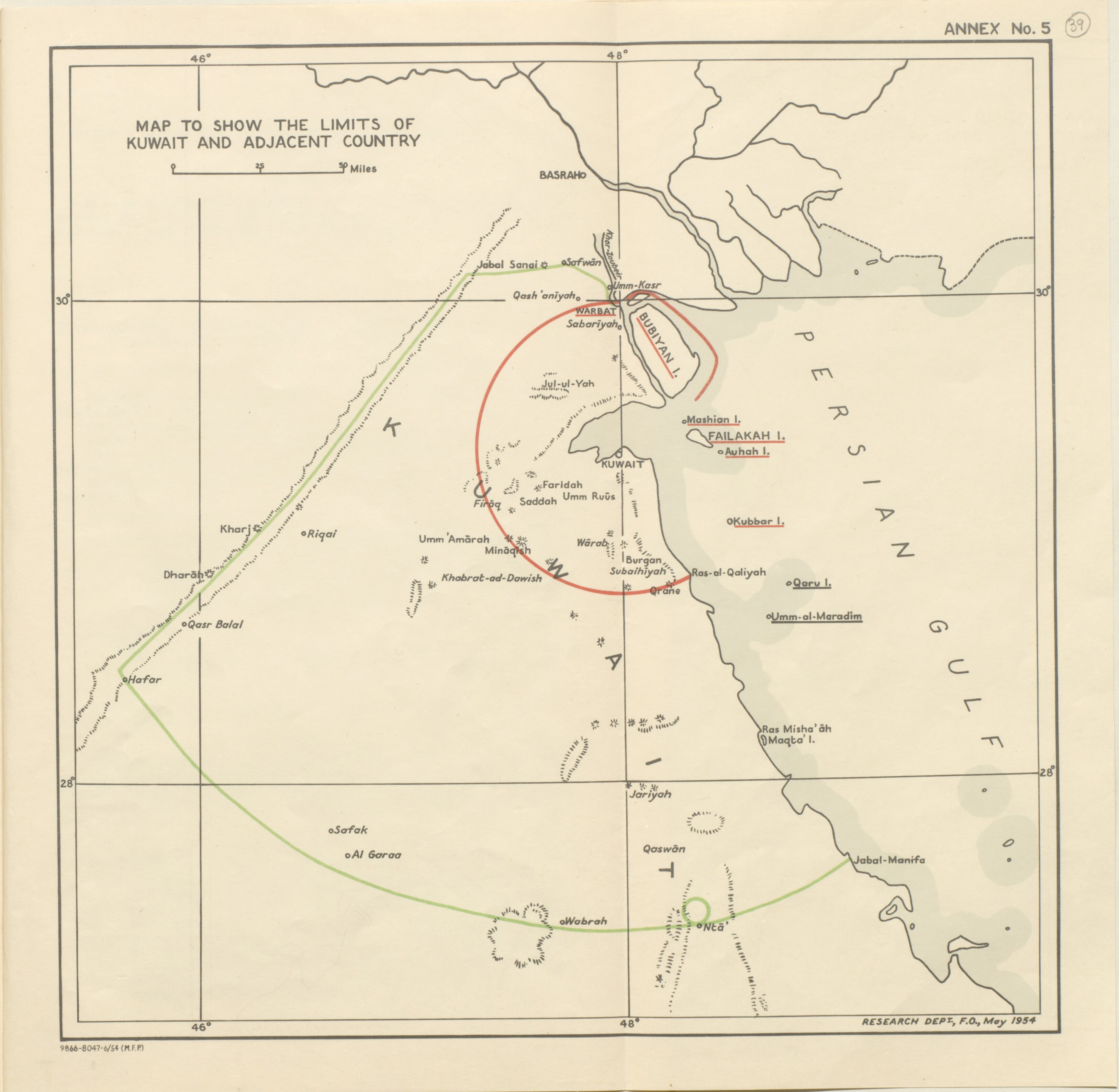
1913年のイギリス＝オスマン帝国条約に規定するレッドラインとグリーンライン

歴史的に、アラビア半島の南東部のこの地域には明確な国境線はなかった。20世紀初頭には、オスマン帝国が現在のイラク領を、イギリスが保護国として現在のクウェート領を支配し、内陸部には緩やかに組織されたアラブ人が存在し、時折首長国を形成していたが、その中でも最も有名なのが、サウード家が統治するナジュド及びハサー首長国だった。イギリスとオスマン帝国は、1913年から1914年にかけて、「ブルーライン」と「バイオレットライン」と呼ばれる線でアラビア半島の勢力範囲を分割し、オスマン帝国も領土主張していたメソポタミアのうち、アル＝バティン・ワジに沿った「グリーンライン」（右図参照）より北のクウェートのイギリスによる領有主張をオスマン帝国が認めた。
第一次世界大戦中、イギリスの支援を受けたアラブ反乱により、中東の大部分からオスマン帝国を追い出すことに成功した。その後、イブン・サウードは王国を大幅に拡大し、1932年にサウジアラビア王国を建国した。イブン・サウードは、クウェートは自国の領土であると主張し、1919年にクウェート・ナジュド戦争を起こしてクウェートを併合しようとしたが、失敗してクウェートの国境を封鎖した。
1922年12月、イギリスのイラク委任統治領高等弁務官パーシー・コックスとイブン・サウードが会談し、サウジアラビアとクウェートおよびイラクの国境を確定するためのオカイル議定書に調印した。この議定書により、サウジアラビアとクウェートの間に広大な中立地帯が設けられ、今後の合意が得られるまで両者が同等の権利を共有することになった。
その後、この中立地帯で石油が発見されたことにより、1965年、中立地帯を分割することで合意された。1969～70年に中立地帯を分割する条約が批准され、クウェートとサウジアラビアの国境が現在の位置に確定した。
1990年、イラクがクウェートに侵攻して併合し、湾岸戦争における1991年のカフジの戦闘で、イラクはクウェート＝サウジアラビア国境を突破した。

## 国境通過点
主要な国境通過点はSalmiとNuwaiseebである